# BX442
BX442 − najstarsza znana (2012) galaktyka spiralna.
Światło z galaktyki potrzebowało około 10,3 miliarda lat, aby dotrzeć do Ziemi i galaktyka odległa jest od Ziemi właśnie o 10,3 miliarda lat świetlnych, co oznacza, że musiała się ona uformować około 3 miliardy lat po Wielkim Wybuchu. W odróżnieniu od wielu bardzo starych galaktyk, które zazwyczaj brały udział przynajmniej w jednym zderzeniu z inną galaktyką, BX442 ma bardzo regularny, klasyczny kształt galaktyki spiralnej.
Podobnie jak w przypadku innych klasycznych galaktyk spiralnych (np. M51, M81, M101), także w jej pobliżu znajduje się znacznie mniejsza galaktyka satelitarna, która być może jest przynajmniej częściowo odpowiedzialna za nadanie kształtu BX442.